# Munroeodes
Munroeodes is een geslacht van vlinders uit de familie van de grasmotten (Crambidae), uit de onderfamilie van de Pyraustinae. De wetenschappelijke naam van dit geslacht is voor het eerst voorgesteld door Hans Georg Amsel in een publicatie uit 1957.

## Soorten
- Munroeodes australis Munroe, 1964
- Munroeodes delavalis (Möschler, 1881)
- Munroeodes thalesalis (Walker, 1859)
- Munroeodes transparentalis (Amsel, 1956)